# Jiří Králík
Jiří Králík (Zlín, 11 aprile 1952) è un ex hockeista su ghiaccio ceco, fino al 1992 cecoslovacco.

## Biografia
Ha rappresentato la Cecoslovacchia ai Giochi olimpici invernali di Lake Placid 1980 e Sarajevo 1984, vincendo una medaglia d'argento.
A Sarajevo 1984 è stato alfiere della Cecoslovacchia.

## Palmarès

### Olimpiadi invernali
- 1 medaglia[2]:
  - 1 argento (Sarajevo 1984)